# Андреев, Венедикт Маркович
Венедикт Маркович Андреев (29 февраля 1920, Лебяжье-2, Челябинская губерния — 14 мая 1981, Курган) — участник Великой Отечественной войны, главный старшина. После войны был секретарём обкома профсоюза рабочих строительства и промышленности строительных материалов «Курганпромстрой».

## Биография
Венедикт Маркович Андреев родился 29 февраля (по другим данным 28 марта) 1920 года в селе Второе Лебяжье Лебяжьевской волости Курганского уезда Челябинской губернии, ныне посёлок городского типа Лебяжье — административный центр Лебяжьевского поссовета и Лебяжьевского района Курганской области.
Весной 1940 года призван на Черноморский флот. Был артиллеристом береговой обороны города Новороссийска. В 1942 году батарею разбомбила немецкая авиация, Андреев переведён в состав особого отряда разведки Черноморского флота «Сокол». Десантник-разведчик 369-го батальона морской пехоты участвовал во многих разведывательных операциях. Участвовал в подготовке разведданных для высадки десанта Цезаря Куникова на Мысхако (Малая земля). Семь раз переправлялись туда, чтобы подробно выяснить систему немецкой обороны. 4 февраля 1943 года был высажен советский десант. В районе «Солёных озёр» обнаружили и уничтожили сверхдальнобойные немецкие пушки. Отряд десантировался с самолёта в район Ялты и несколько месяцев осуществлял радионаводку советской авиации на немецкие военно-морские транспорты и береговые укрепления. Затем служил в отряде разведки Дунайской военной флотилии под командованием Виктора Калганова, командир катера. В январе 1945 года в Будапеште взял в плен майора из штаба 239-й бригады штурмовых орудий. Во время взятия Вены провёл разведку моста Рейхбрюкке. Окончание войны встретил в городе Линце (Верхняя Австрия).
После войны вернулся в посёлок Лебяжье, работал в учреждении культуры. Затем переехал в город Курган, работал директором Дворца культуры строителей. Член КПСС.
С 1965 по 1970 год был секретарём обкома профсоюза рабочих строительства и промышленности строительных материалов «Курганпромстрой».
Венедикт Маркович Андреев умер 14 мая 1981 года в городе Кургане Курганской области. Похоронен на Новом Рябковском кладбище города Кургане Курганской области.

## Награды
- Орден Красного Знамени, дважды: 14 декабря 1943 года[5][6], 29 ноября 1944 года[7]
- Орден Отечественной войны I степени, 11 ноября 1944 года[8][9]
- Орден Красной Звезды, 18 июня 1943 года[10][11]
- Медаль «За отвагу», 18 мая 1943 года[12][13]
- Медаль «За оборону Кавказа»
- Медаль «За взятие Будапешта»

## Память
- Улица Андреева в городе Измаиле Одесской области Украины.
- Сухогрузный теплоход «Венедикт Андреев», проект судна М-050С, порт приписки Измаил, Украинское Дунайское пароходство. Спущен на воду 29 января 1988 года, построен в мае 1988 года на верфи Österreichische Schiffswerften AG, город Линц, Австрия. Списан 27 января 2016 года, утилизирован в Алиаге (Турция)[14][15].

## Семья
Жена, Мария Степановна (25 декабря 1918, д. Давлетьево Рязанской области — 12 апреля 1992, Курган), медсестра З69-го отдельного Керченского батальона морской пехоты, старшина. После демобилизации работала в учреждениях культуры п. Лебяжья, затем в г. Кургане. За активное участие в создании народного театра в Кургане награждена орденом «Знак Почёта».